# Novorossiisk
Novorossiisk (em russo: Новороссийск) é uma cidade da Rússia, localizada no Krai de Krasnodar. É o ponto chave de acesso ao Mar Negro e o principal porto da Rússia na exportação de grãos. É uma das poucas cidades consideradas heróicas pelas autoridades russas. Pelo censo de 2010, a população da cidade é de 241.952 habitantes.

## Geminações
- Plymouth, Devon, Inglaterra
- Livorno, Toscana, Itália
- Valparaíso, Região de Valparaíso, Chile
- Gijón, Astúrias, Espanha
- Gainesville, Flórida, Estados Unidos
- Varna, Varna, Bulgária
- Pula, Condado de Ístria, Croácia
- Constança, Constanţa, Roménia
- Samessum, Samessum, Turquia
- Tomsk, Oblast de Tomsk, Rússia
- Gavar, Guelarcunique, Arménia
- Novo Mesto, Jugovzhodna Slovenija, Eslovénia
- Brest, Brest, Bielorrússia
- Durban, KwaZulu-Natal, África do Sul
- Tiro, Tiro, Líbano

## Esporte
A cidade de Novorossiisk é a sede do Estádio Trud e do FC Chernomorets Novorossisk, que participa do Campeonato Russo de Futebol.